# Méthylglyoxal réductase NADPH-dépendante
La méthylglyoxal réductase NADPH-dépendante est une oxydoréductase qui catalyse la réaction :
(S)-lactaldéhyde + NADP+  {\displaystyle \rightleftharpoons }  méthylglyoxal + NADPH + H+.
Cette enzyme intervient dans la voie du méthylglyoxal (en). Présente chez des procaryotes telles que les levures, elle diffère de la méthylglyoxal réductase NADH-dépendante des mammifères par l'utilisation de NADP+ plutôt que de NAD+. Elle oxyde également le phénylglyoxal et le glyoxal.
Chez E. coli, la réaction n'a été démontrée que dans le sens de l'oxydation.